# 2-й Орегонский добровольческий пехотный полк
2-й Орегонский добровольческий пехотный полк — полк Армии США, набранный в американском штате Орегон во время испано-американской войны. Это была первая война за границей в истории США, и это был первый раз, когда члены Национальной гвардии Орегона сражались на чужой территории. Полк также отличился в филиппино-американской войне. В полном составе он насчитывал 50 офицеров и 970 рядовых. Последняя рота полка была выведена из строя в августе 1899 года.

## История

### Испано-американской войны

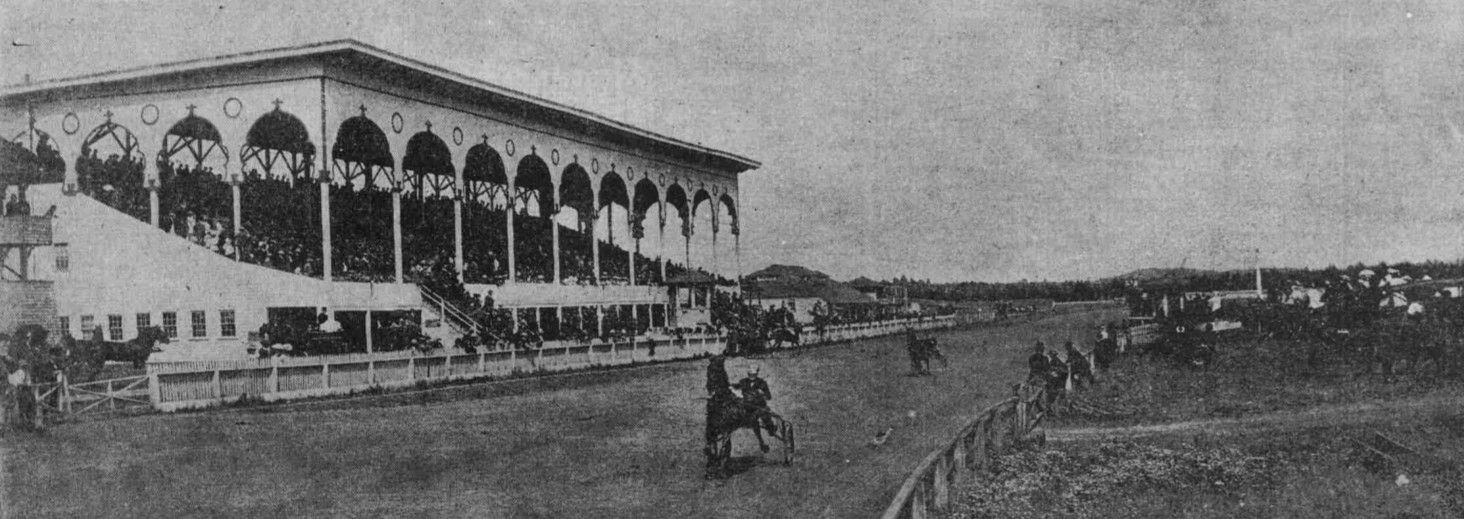
Ипподром в Ирвинг-парке, 1907 год.

Полк был сформирован после того, как 15 февраля 1898 года в гавани Гаваны на Кубе взорвался линкор USS Maine. В то время Куба находилась под властью Испании, и Соединенные Штаты были вовлечены в кубинскую войну за независимость, когда Конгресс США объявил войну Испании 21 апреля 1898 г., начав испано-американскую войну. 25 апреля 1898 года президент Уильям МакКинли запросил у Орегона полк пехоты, предпочтительно набранный из существующей Национальной гвардии. Орегонская гвардия считалась одной из самых хорошо оснащенных и обученных в стране.
Полк был организован и собран к 8 мая в лагере Мак-Кинли на территории ипподрома в Ирвинг-парке в Портленде и назван 2-м, поскольку 1-й был организован в 1864 году для охраны торговых путей и сопровождения обозов иммигрантов. После нескольких дней обучения под руководством полковника Оуэна Саммерса он отправился в парк Президио Сан-Франциско. 25 мая полк прибыл в Сан-Франциско по пути на Филиппины.
21 июня 2-й Орегонский полк участвовал в капитуляции Гуама. Затем 2-й Орегонский полк высадился на Филиппинах, став первым подразделением армии США, сделавшим это. Это также было первое подразделение, вошедшее в город-крепость Манилу, и принявшее участие в капитуляции испанской армии в Маниле 13 августа. С 16 августа полк нес караульную службу в Маниле.

### Филиппино-американской войны

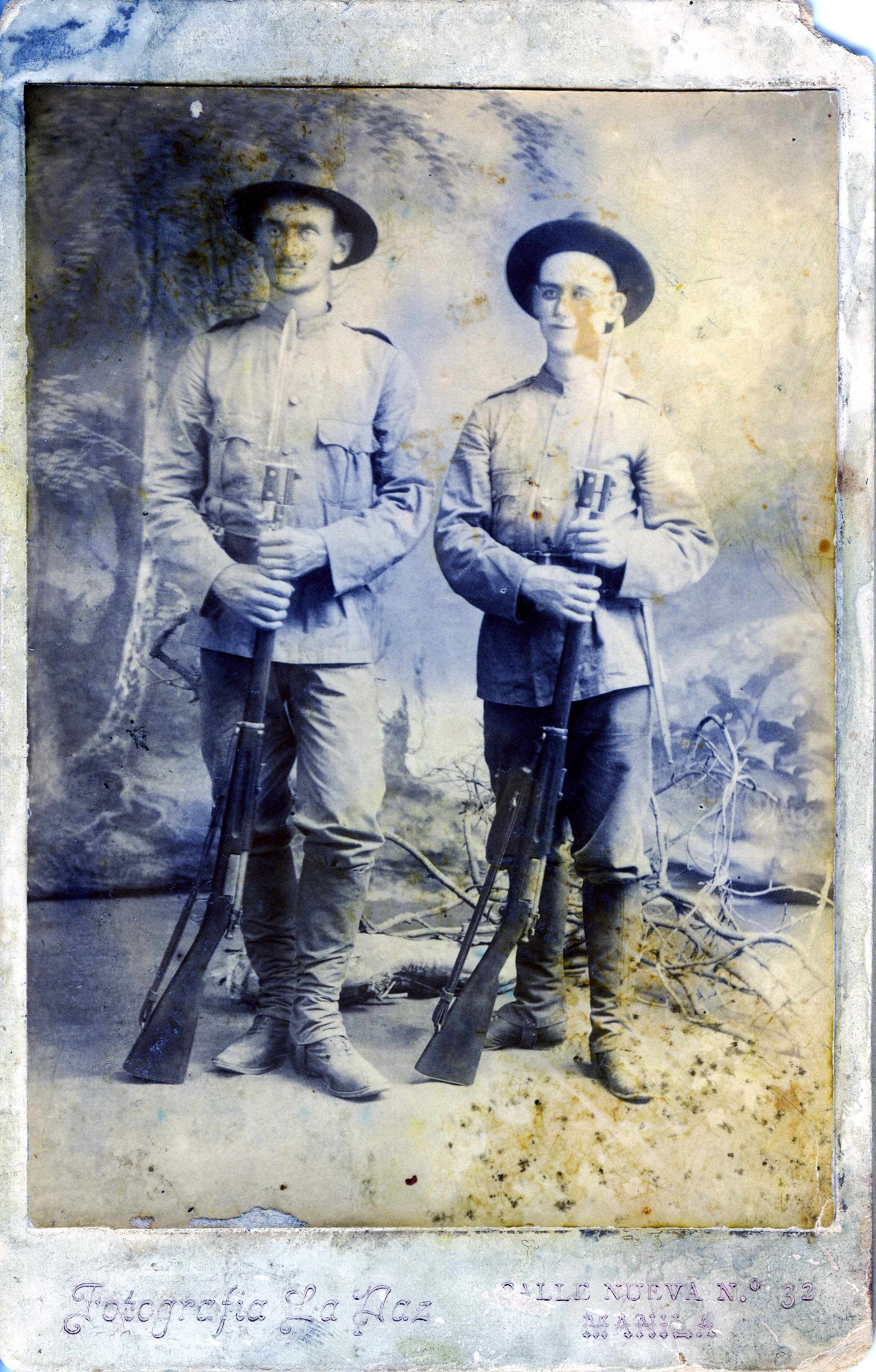
Эдвард Лайон и Маркус Робертсон на Филиппинах

4 февраля 1899 года филиппинские повстанцы атаковали американские войска в Маниле, начав филиппино-американскую войну. Войска Орегона участвовали в пяти кампаниях и сорока двух сражениях и стычках в течение следующих четырех месяцев. Во время этих действий шестнадцать орегонцев были убиты или умерли от ран, сорок восемь умерли по другим причинам и восемьдесят восемь получили ранения.
Три члена полка были награждены медалью почета во время службы в качестве разведчиков Янга: рядовой Фрэнк С. Хай из Джексонвилля, рядовой Эдвард Э. Лайон из Портленда и рядовой Маркус В. Робертсон из Гуд-Ривер. Они были единственными тремя из двенадцати орегонцев получивший медаль, которые были награждены медалью еще при жизни.
18 марта 1899 года, после получения преувеличенных сообщений о том, что две роты 22-го пехотного полка были убиты филиппинскими повстанцами в засаде, 2-й полк убил или утопил всех мирных жителей, которых они нашли в радиусе двенадцати миль вокруг реки Марикина. Резня была описана в письме, написанном Ф. Л. Пойндекстером, солдатом полка.
13 мая 1899 года рядовой Лайон с одиннадцатью другими разведчиками, «не дожидаясь, пока батальон поддержки поможет им или займет для этого позицию, атаковал с расстоянии около 150 ярдов (140 м) и полностью разгромил около 300 противников, которые находились в строю и на позиции, которую можно было уничтожить только лобовой атакой». Три дня спустя 21 из тех же разведчиков, в том числе Хай и Робертсон, «под шквальным огнем ринулись по горящему мосту и полностью разгромили 600 человек противника, засевших на сильно укрепленной позиции».
Полк отплыл в Орегон 14 июня 1899 года и был одним из первых пехотных подразделений, вернувшихся в Соединенные Штаты с Филиппин. Генерал-майор Генри Уэр Лоутон перед отъездом сказал солдатам: «Вы благородно заслужили репутацию одного из лучших солдат американской армии». солдат 2-го Орегонского полка встретили как героев, когда он прибыл в Сан-Франциско 13 июля 1899 года.

## Хронология
С 7 по 15 мая 1898 года полк был собран на службу Соединенным Штатам в Портленде в составе 50 офицеров и 970 рядовых, организованных в Макминнвилле, Юджине, Портленде и Сейлеме.

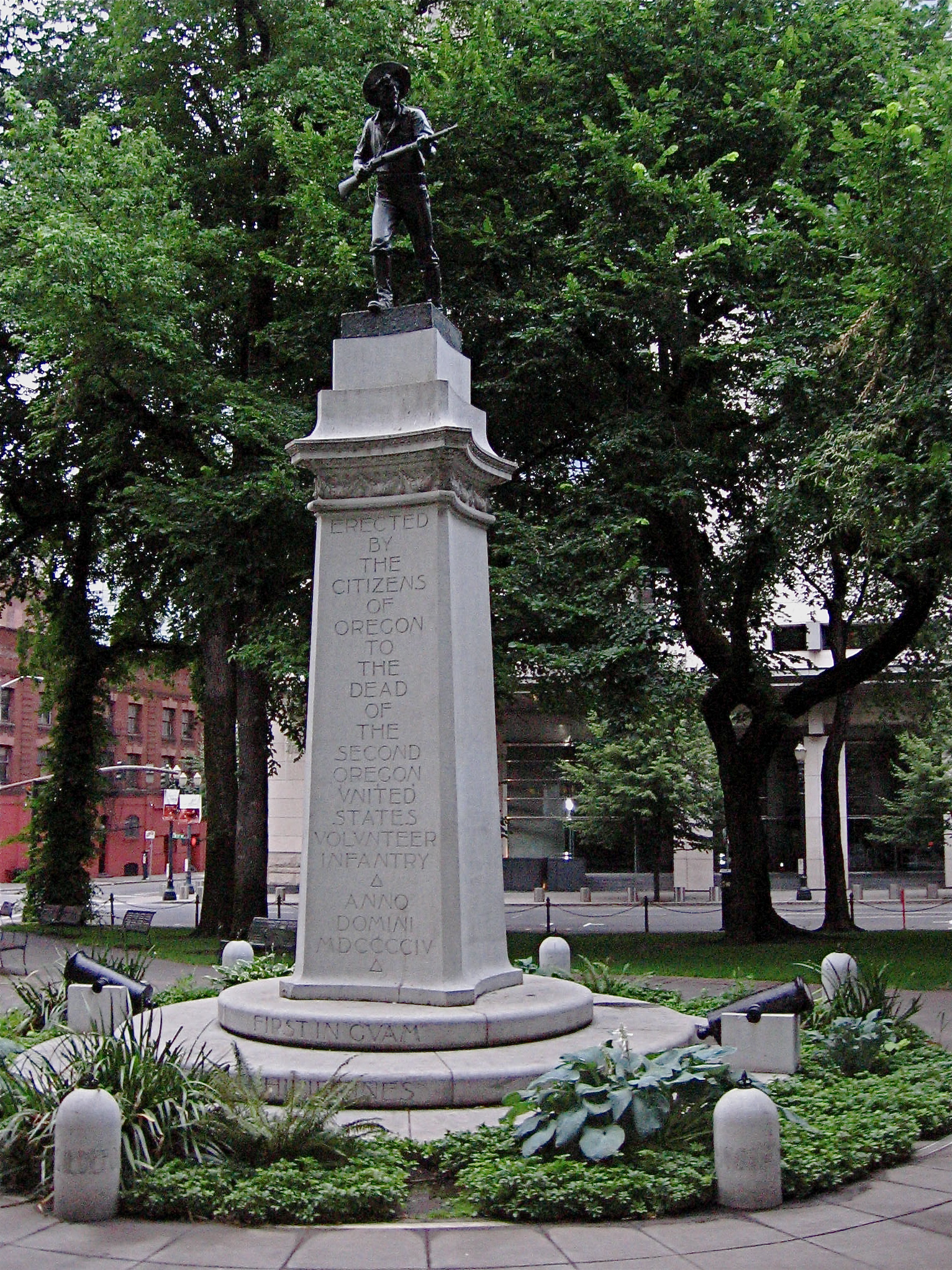
Памятник солдатам испано-американской войны в Лоунсдейл-сквер, Портленд

11 и 16 мая 1898 года полк покинул Портленд, прибыв в Сан-Франциско 13 и 18 числа, 25 мая сел на пароходы «Австралия» и «Сити оф Сидней» и 20 июня прибыл на Гуам на марианских островах.
21 июня они участвовали в захвате Гуама, затем 22-го отплыли в Манильскую бухту, прибыв туда 30-го.
До 12 августа полк находился в Кавите; 12-го числа они были присоединены к 1-й дивизии 8-го армейского корпуса и участвовали в штурме и захвате Манилы 13-го.
В феврале 1899 года 2-й полк начал бой с повстанцами, сражаясь в Маниле 4-5 февраля, у насосной станции Санта-Меса 6-го, во второй битве за Калоокан 22-23-го и на дороге Марикины 24 февраля и 5 марта.
В марте полк сражался при Макати 13-го, Пасиге 14-го, Тагиге 18-го, Лагуна-де-Бай 19-го, Малабоне 25-го и Поло 26-го.
В апреле 2-й был в Санта-Марии 12-го, Норзагарае 23–25-го, Калумпите 24-го и Ангате 25-го.
В мае они вступили в бой с повстанцами у Сан-Рафаэля 1-го, у Балиуага 2-го, Маасина 4-го, Сан-Ильдефонсо 8-го, Сан-Мигеля 13-го, Сан-Исидро 17-го, Сан-Антонио 20-го, Араята 22-го и Малинта 27-го.
В июне полк сражался при Тайтае 3-го и Антиполо 4-го.
14 июня 2-й Орегонский полк покинул Манилу на транспортных кораблях «Ньюпортм и «Огайо» и 12 июля прибыл в Сан-Франциско, где 7 августа 1899 года 44 офицера и 1024 рядовых были уволены со службы в Соединенных Штатах.
Потери во время службы включали 5 раненых офицеров. Среди рядовых было 69 раненых и 55 убитых (13 в бою, 3 от ранений, 38 от болезней, 1 от несчастного случая) и 3 дезертировавших.

## Мемориалы
Скульптуры и другие памятники в Орегоне для 2-го Орегона включают Фонтан для роты H (1914 г.) и Памятник солдатам испано-американской войны Дугласа Тилдена (1906 г.) в квартале Плаза в центре Портленда, а также мемориал на кладбище Ривер-Вью в Портленде. Также есть мемориал на территории Департамента по делам ветеранов штата Орегон в Сейлеме. Мемориальная доска раньше находилась в подвале Капитолия штата Орегон.

## Дальнейшее чтение
- Dodson, W. D. B. Official History of the Operations of the Second Oregon Infantry, U.S.V. in the Campaign in the Philippine Islands. — San Francisco, CA : The Hicks-Judd Company, 1899.
- Finzer, W. E. The Official Records of the Oregon Volunteers in the Spanish War and Philippine Insurrection by Oregon / Finzer, W. E., Gantenbein, Calvin Ursinus. — Adjutant-General's Office, 1903.
- Telfer, George F. Manila Envelopes: Oregon Volunteer Lt. George F. Telfer's Spanish–American War Letters. — Portland, OR : Oregon Historical Society Press, 1987.
- Oregon in the Philippines: 2nd Division, 8th Army Corps, Second Regiment, Oregon Volunteer Infantry in Two Wars (1899). (includes chronology, roll of honor, and regimental roster)
- Oregon Troops in the Spanish–American War, 1898, and Philippine Insurrection, 1899. — 1927. — P. 12.

## Внешние ссылки
- Historic images related to the Spanish–American War in Oregon from Salem Public Library
- Subject guide to materials relating to the Spanish–American War in Manuscript collections from the University of Oregon Libraries
- 2nd Oregon Volunteer Infantry from the Clackamas County Historical Society
- Roster, Department of Oregon, United Spanish War Veterans, Portland, Oregon, 1938